# ルイス・ハメット
ルイス・P・ハメット（英語：Louis Plack Hammett, 1894年4月7日 - 1987年2月9日）は、アメリカ合衆国の物理化学者である。ベンゼン側鎖構造が及ぼす、反応速度と平衡定数の経験則であるハメット則で知られる。
また、彼は超酸の研究も行っており、その成果は現在ハメットの酸度関数として知られる。Curtin-Hammettの原理は、ハメットの名前から来ている。

## 生涯
メイン州ポートランドで育ち、ハーバード大学卒業後、チューリヒ工科大学で学び、1923年にコロンビア大学でPh.D.を取得した。その後もコロンビア大学に留まり、1935年に教授となった。
物理有機化学において影響力がある教科書を執筆している。

## 受賞歴
- 1957年 ウィリアム・H・ニコルズ賞
- 1961年 プリーストリー賞、ウィラード・ギブズ賞
- 1967年 アメリカ国家科学賞
- 1975年 Barnard Medal for Meritorious Service to Science